# Устилузький заказник
Устилу́зький зака́зник — загальнозоологічний заказник місцевого значення в Україні. Розташований у межах Володимирського району Волинської області, на північний захід від міста Устилуг, біля села Видранка.
Площа 293,4 га. Статус надано згідно з розпорядженням облдержадміністрації від 26.05.1992 року № 132. Перебуває у віданні «Володимир-Волинське ЛМГ» (Устилузьке лісництво, кв. 2, кв. 16, вид. 8-44, кв. 19, вид. 1–13, 16–24, 28–35, 37–39; кв. 20, вид. 11, 20,).
Статус надано з метою збереження частини лісового масиву на березі річки Західний Буг з дубово-сосновими насадженнями. У домішку береза, ялина, осика, віком до 55 років, I бонітету. У підліску зростають бузина чорна, глід колючий, ліщина звичайна, калина звичайна.
У заказнику багатий тваринний світ, серед ссавців трапляються сарна європейська, свиня дика, лисиця звичайна, заєць сірий, куниця лісова, олень благородний. 
Водяться рідкісні види птахів - соколоподібні: канюк звичайний, яструби великий і малий; горобцеподібні: плиска біла, щеврик лісовий, сорокопуд терновий, кропив'янка чорноголова, дрозди чорний і співочий, вільшанка, мухоловка строката, синиці велика, блакитна і чубата, гаїчка болотяна, сойка, крук, підкоришник звичайний, повзик, волове очко, зяблик, зеленяк, вівсянка звичайна; дятлоподібні: жовна чорна, дятел звичайний і малий; деякі види совоподібних та куроподібних.

## Галерея

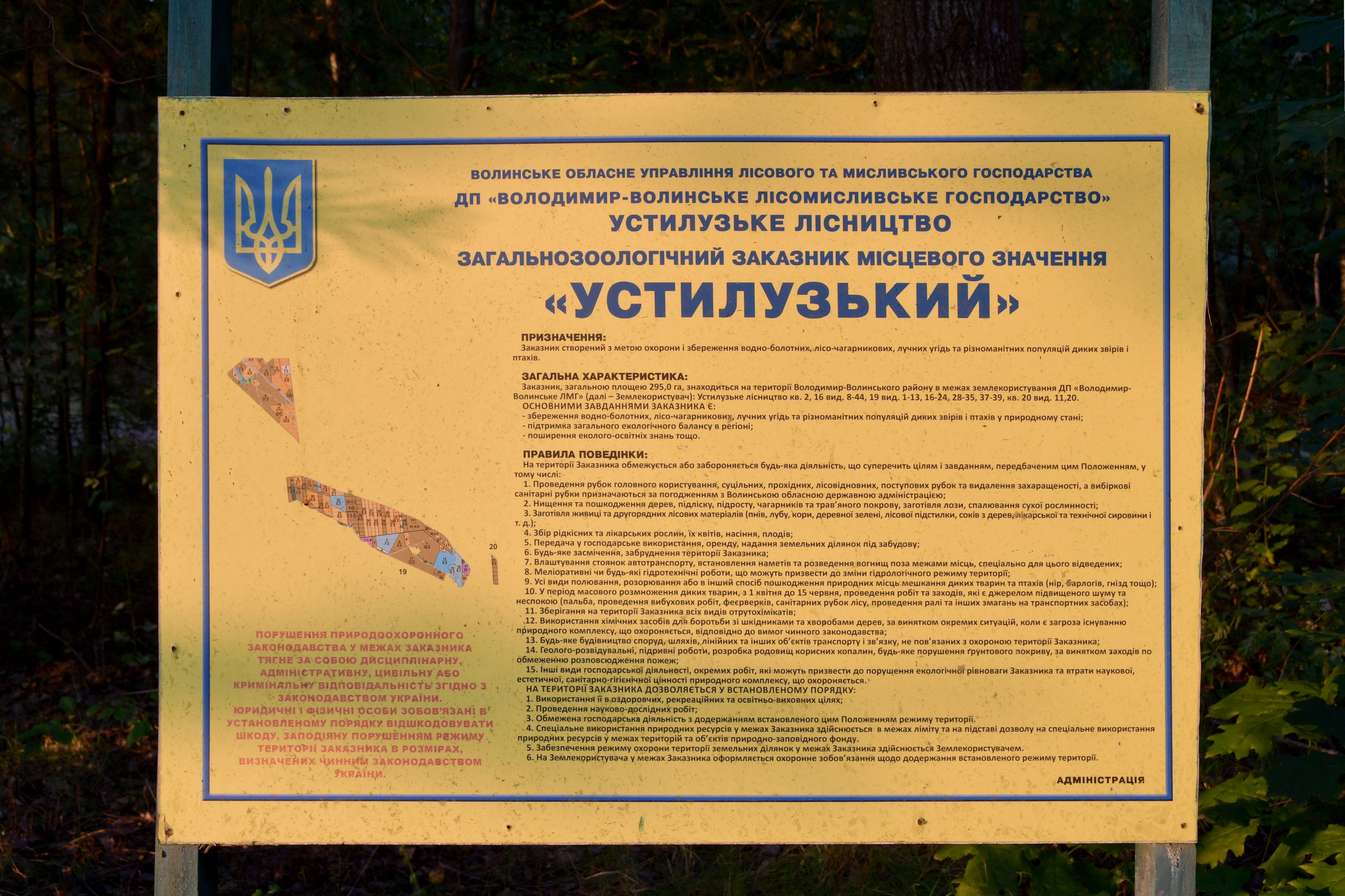
Інформаційна дошка
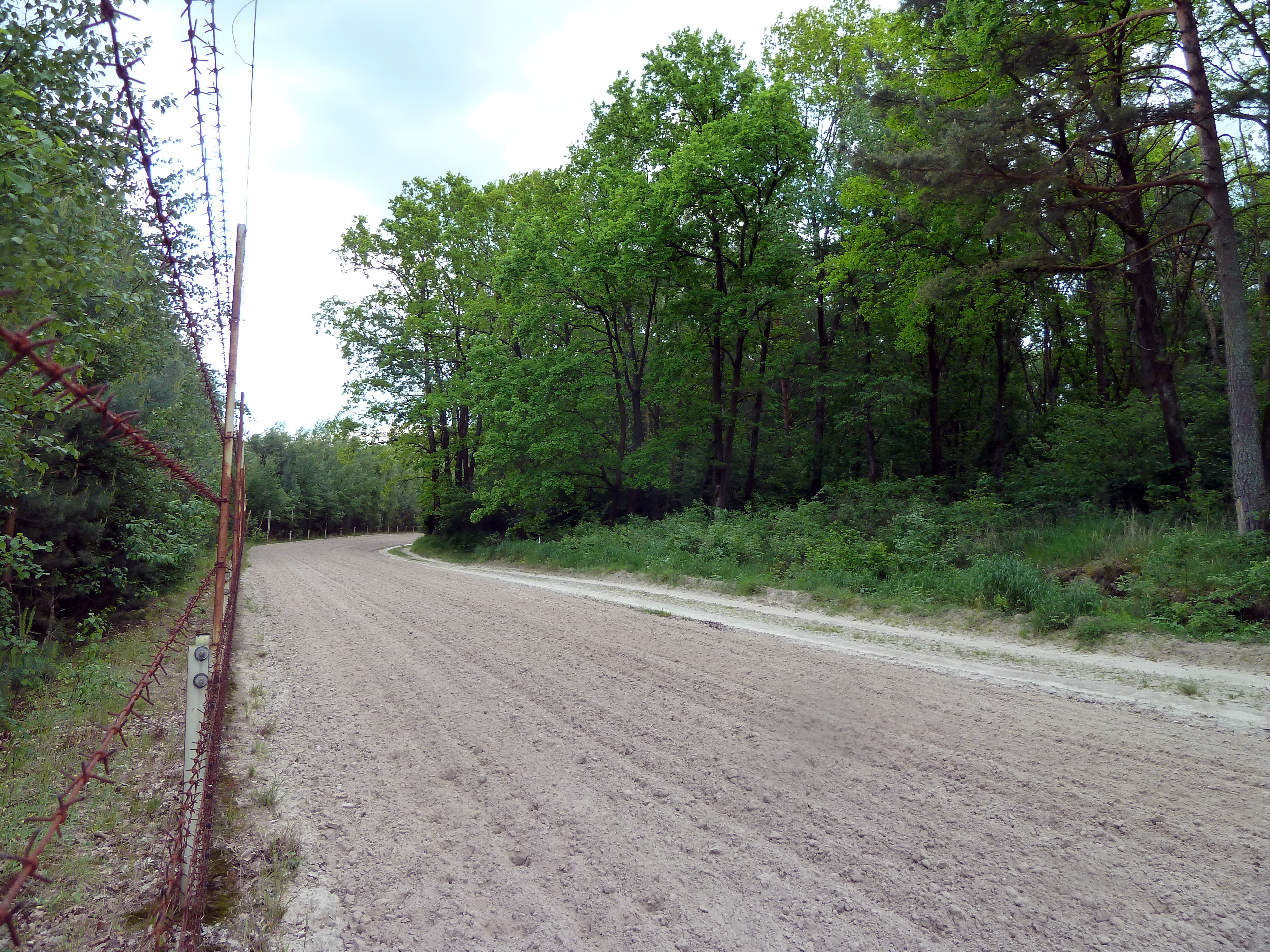
Вигляд від прикордонної смуги в бік м. Устилуг
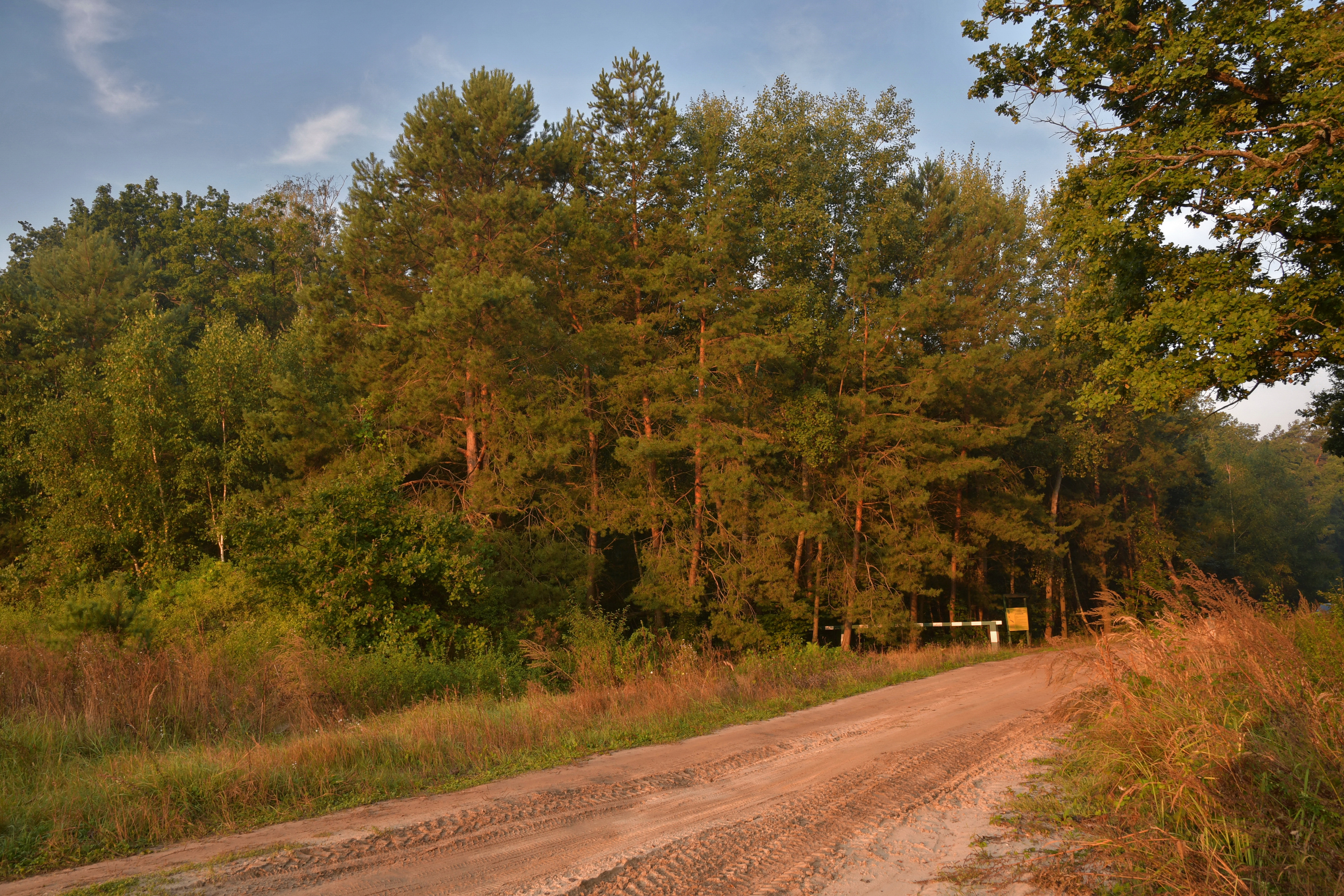
Загальний вигляд з півдня
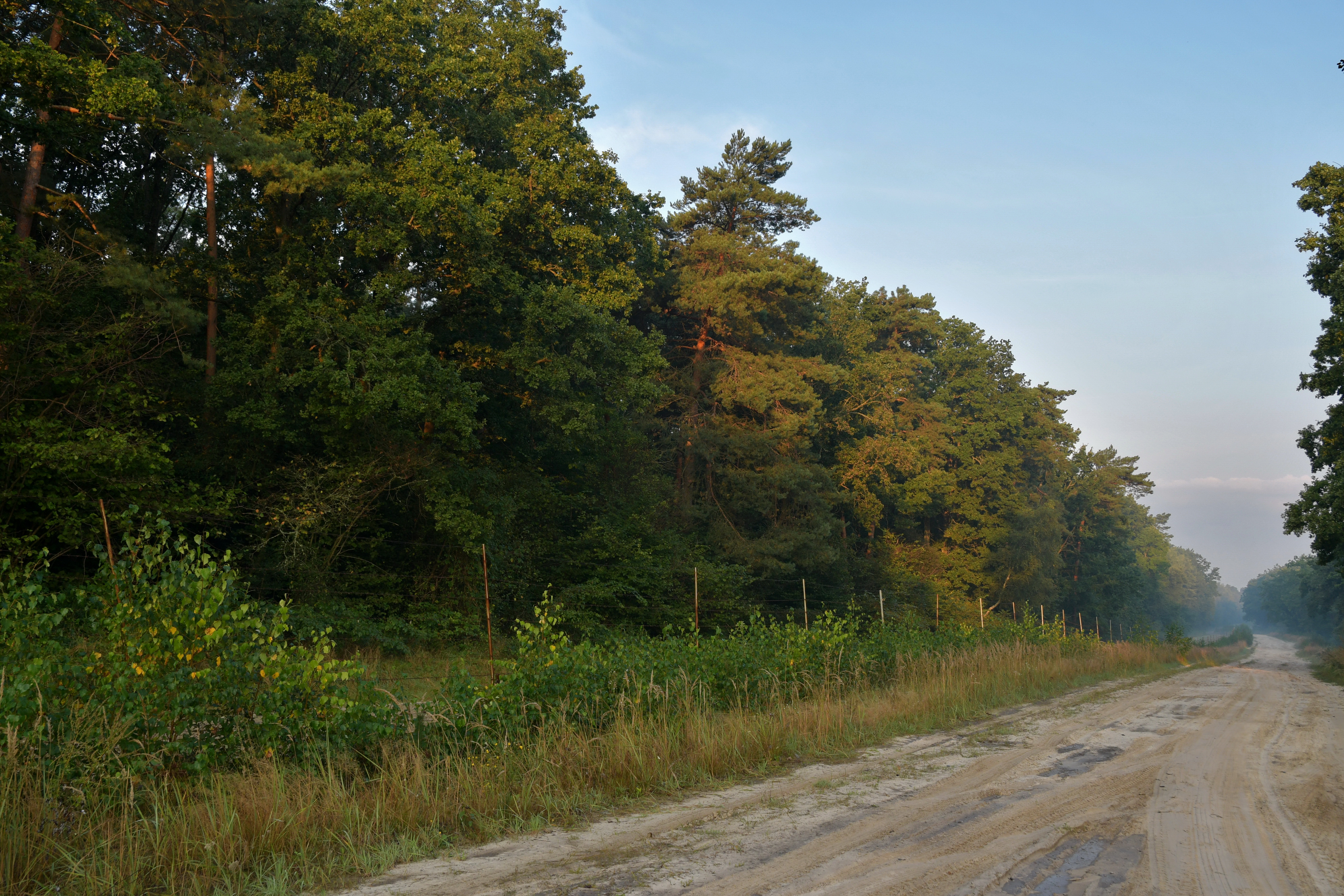
Вигляд біля державного кордону